# Euproctis arenacea
Euproctis arenacea is een donsvlinder uit de familie van de spinneruilen (Erebidae). De wetenschappelijke naam werd  gepubliceerd in 1767 door Carl Linnaeus.